# Alexander Gerbig

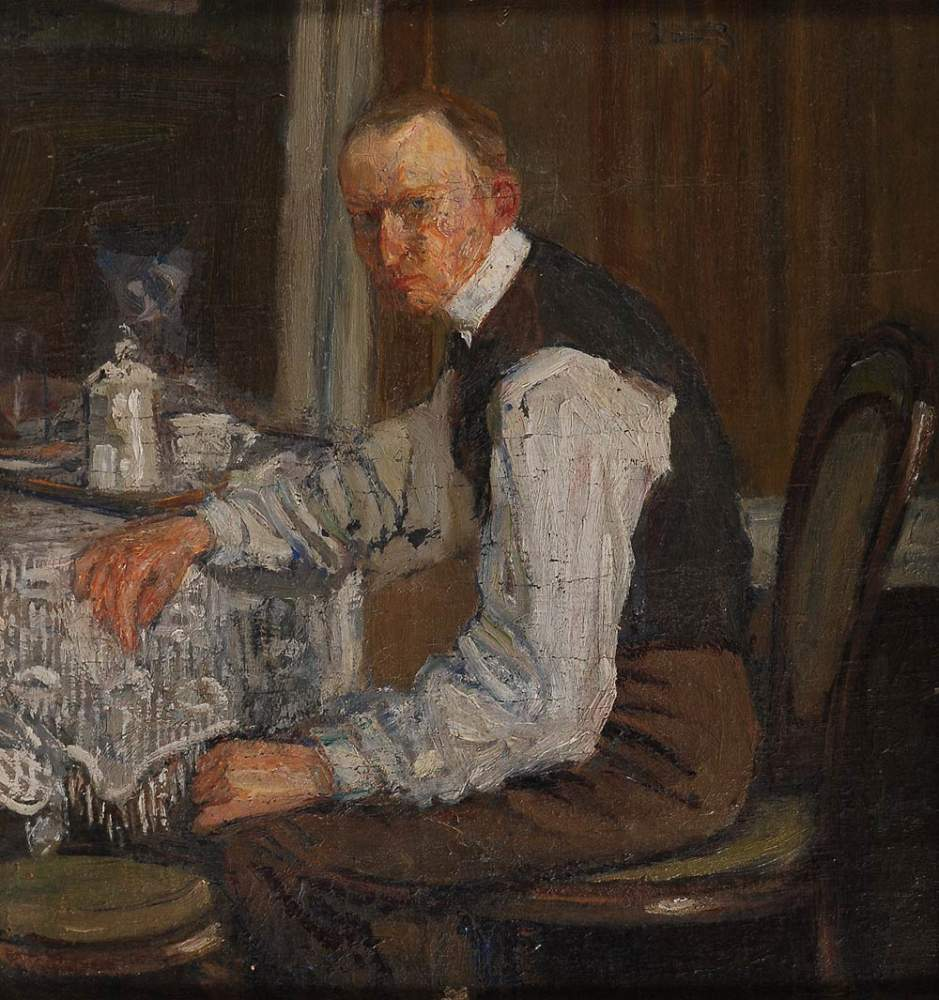
Selbstbildnis

Alexander Gerbig (* 8. Dezember 1878 in Suhl; † 3. August 1948 ebenda) war ein deutscher Maler und Grafiker. Gerbig war ein Vertreter des deutschen Expressionismus. Viele seiner Bilder malte er auf Reisen nach Holland, Frankreich, Amerika und Italien.

## Leben und Wirken
Alexander Gerbig arbeitete in den Jahren 1894 bis 1900 nach einer abgeschlossenen Malerlehre in Meiningen als Dekorationsmaler, zuletzt in Dresden. Im Jahr 1899 lernte er in Dresden den Maler Max Pechstein kennen, mit dem ihn eine lebenslange Freundschaft verband. Von 1900 bis 1902 studierte er zwei Wintersemester an der Königlichen Kunstgewerbeschule Dresden (zusammen mit Pechstein) bei den Professoren August Max Rade, Richard Mebert und Alfred Diethe. Während dieser Zeit verdiente er in den Sommermonaten seinen Lebensunterhalt als Dekorationsmaler. 1902 beendete er das Studium mit Auszeichnung mit einem Belobigungsdekret. 
In den Jahren von 1904 bis 1911 folgte ein Studium an der Königlichen Kunstakademie Dresden bei Richard Müller, Oskar Zwintscher und Gotthardt Kuehl. In dieser Zeit erhielt er verschiedene Auszeichnungen, wie das Ehrenzeugnis 1906, Silberne Medaille 1908, Goldene Medaille 1909, Torniamentisches Reisestipendium 1911. Verschiedene Studienreisen führten ihn ins Elsass, nach Holland und Frankreich. Gerbig war Mitglied des Deutschen Künstlerbunds.
Von Wilhelm Kreis wurde er als Lehrer an die Kunstgewerbeschule Düsseldorf berufen und unterrichtete dort von 1911 bis 1912 zwei Sommersemester. Hier entstand eine Freundschaft mit dem Kunsthistoriker Max Raphael.
1912 erhielt er für sein im Elsass entstandenes Bild „Wäscherinnen“ den Villa-Romana-Preis des Deutschen Künstlerbundes und von November 1912 bis November 1913 war er als Stipendiat Gast der Villa Romana in Florenz. Dort „entdeckte“ er zusammen mit Max Pechstein, der ihn begleitete, den Fischerort Monterosso al Mare. Dieser findet vor allem durch Pechsteins „Erinnerungen“ Eingang in die Kunstgeschichte. Danach ließ sich Gerbig in Suhl nieder.
Von 1915 bis 1918 diente er als Soldat im Ersten Weltkrieg und hielt die Geschehnisse des Krieges in zahlreichen Zeichnungen, Holzschnitten und Grafiken fest. Nach Kriegsende knüpfte er zahlreiche Verbindungen nach Berlin (zum Beispiel zum Kunstsalon Fritz Gurlitt, Berliner Secession, Paul Fechter), Altenburg (u. a. Künstlerbund Ostthüringen, Lindenau-Museum), ins Rheinland (Kölner Kunstverein, Das Junge Rheinland, Elberfelder Museum, Edmund Becher, Gesellschaft zur Förderung der Kunst des 20. Jahrhunderts), Erfurt (Künstlervilla Alfred Hess, Erfurter Kunstverein, Angermuseum), Dresden (u. a. Kunstakademie, Kupferstichkabinett, Sächsischer Kunstverein). 1924 unternahm Gerbig gemeinsam mit Pechstein eine zweite Studienreise nach Monterosso al Mare.
Nach erfolgreichen Personalausstellungen und Ausstellungsbeteiligungen im In- und Ausland fanden in den Jahren 1928 (anlässlich seines 50. Geburtstags) und 1932 kleine Personalausstellungen in seiner Heimatstadt Suhl statt. In den Jahren 1936 und 1937 unternahm Gerbig eine Studienreise nach Amerika, bei der er auch seinen dort lebenden Bruder besuchte. 
1937 wurden im Rahmen der deutschlandweiten konzertierten Aktion „Entartete Kunst“ Werke Gerbigs aus öffentlichen Sammlungen beschlagnahmt und vernichtet. Er wohnte weiterhin in Suhl und begab sich bis 1945 in eine innere Emigration.
Nach 1945 bemühte er sich um eine Neubewertung deutscher Kunst und Kultur. Er wurde Ehrenvorsitzender der Sektion Bildende Kunst des Kulturbundes Suhl.
Gerbig wurde in Suhl beigesetzt.

## Werke

### 1937 als „entartet“ nachweislich beschlagnahmt und vernichtete Werke
- Im Stall (Holzschnitt; Lindenau-Museum Altenburg/Thür.)
- Adam und Eva (Holzschnitt; Lindenau-Museum)
- Mutter und Kind (Holzschnitt; Anhaltinische Gemäldegalerie Dessau)
- Schweinehirte (1922, Holzschnitt; Anhaltinische Gemäldegalerie)

### Weitere Werke (Auswahl)
- 1906: Roggenschnitt, Privatbesitz

- 1906/07: Wanderung in der Dresdener Heide, Privatbesitz
- 1910/11: Drescherinnen, Museum der Brotkultur, Ulm
- 1911: An der Seine, Tuilerien, Privatbesitz
- 1911: Wäscherinnen, Waffenmuseum Suhl
- 1913: Italienische Taverne, Privatbesitz
- 1913: Montessori al Mare (verschiedene Bilder gleichen Titels), meist Privatbesitz
- 1921: Im Stall, Holzschnitt
- 1931: Freund Pechstein als Skiläufer, Verbleib unbekannt
- 1934: Zur Heuernte
- (?): Rittersporn, Kunstsammlungen Zwickau
- 1944 Blick über Goldlauter-Heidersbach zum Thüringer Wald,  Privatbesitz